# Landgoed Goeree

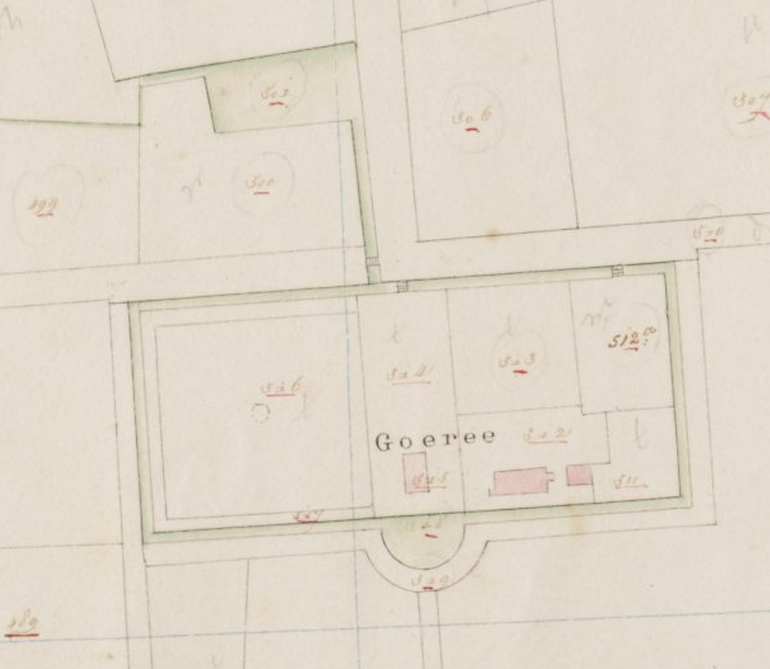
Landgoed Goeree

Landgoed Goeree is een voormalig landgoed in de Nederlandse provincie Noord-Brabant, nabij Bergen op Zoom. Het landgoed is opgegaan in het huidige natuurgebied Zoomland.

## Geschiedenis
De oudste vermelding van het gebied "Ansen Mare" dateert uit 1411, en is waarschijnlijk een verwijzing naar de eigenaar van het moer en het daarop gelegen ven (in de betekenis van 'Hans zijn moeras'). In deze periode wordt het gebied verveend en staat het door middel van de turfvaart 'Balse loop' in verbinding met Bergen op Zoom.
Het landgoed wordt in 1529 vermeld in het testament van Antonius van Bergen, deken van Bergen op Zoom en bastaardzoon van Jan II van Glymes. Deze had het gebied gekregen van zijn broer Jan III van Glymes, de Heer van Bergen op Zoom. Het landgoed heet dan Anxtmeere. Er is in deze periode sprake van bewoning van het gebied met een huis, hoeve en bossen. Bij uitvoering van het testament komt het landgoed in handen van een andere bastaardzoon van Jan II van Glymes, Hubregt van Bergen (drossaard van Wouw). Later neemt jonkheer Maximiliaan van Os het landgoed over.
In 1684 werd het landgoed verdeeld. Het Hengstmeer wordt eigendom van de drossaard van Bergen op Zoom Hugo Cornets de Groot. Een zekere Gillis Brouwers wordt eigenaar van het andere deel, Kleijn Angstmeer (of Clavere velden).
Vice-admiraal Adriaan David van der Gon (1717-1792) bewoont het landgoed in 1760. Hij hernoemt het landgoed naar Goeree (in de betekenis van 'Goede Rede').
Op 19 juni 1829 wordt het landgoed voor 11500 gulden verkocht aan de Oosterhoutse landeigenaar Hubertus Petrus Schillemans.
Rond 1850 komt het gebied in handen van de Amsterdamse reder Gerrit Smelt (de schoonzoon van Hubertus Petrus Schillemans). Na een ingrijpende verbouwing in neoclassicistische stijl, werd het landhuis een buitenverblijf en jachthuis. Vanaf 1892 vestigt de familie Smelt zich definitief op het landgoed. Op het landgoed stonden, naast het landhuis zelf, een koetshuis, stallen en bakhuis. Ook is er een hondenfokkerij waar jachthonden van het ras Korthals worden gefokt. Het landgoed is dan 93 hectaren groot.
In 1909 wordt het landgoed verkocht aan Martinus Geluk, een buurman en vriend van de familie Smelt.
In 1923 valt het landgoed onder 'NV cultuuronderneming Zoomland'. De bestemming van het landhuis wordt in 1929 gewijzigd als het na uitbreiding met een extra etage korte tijd dienstdoet als krankzinnigengesticht. Het landhuis raakt in 1939 door brand ernstig beschadigd. Het landhuis wordt in 1946 afgebroken.
In 1972 komt het landgoed in handen van Stichting Het Brabants Landschap. Het koetshuis, het laatst overgebleven bouwwerk, wordt in 1982 afgebroken. Om de cultuur historische waarde van het terrein herkenbaar in het landschap terug te laten komen werden de grachten hersteld in 2011. De gemetselde brug, waarop vroeger een toegangshek stond, en een hoge taxushaag zijn de laatste restanten van het landgoed.

## Galerij

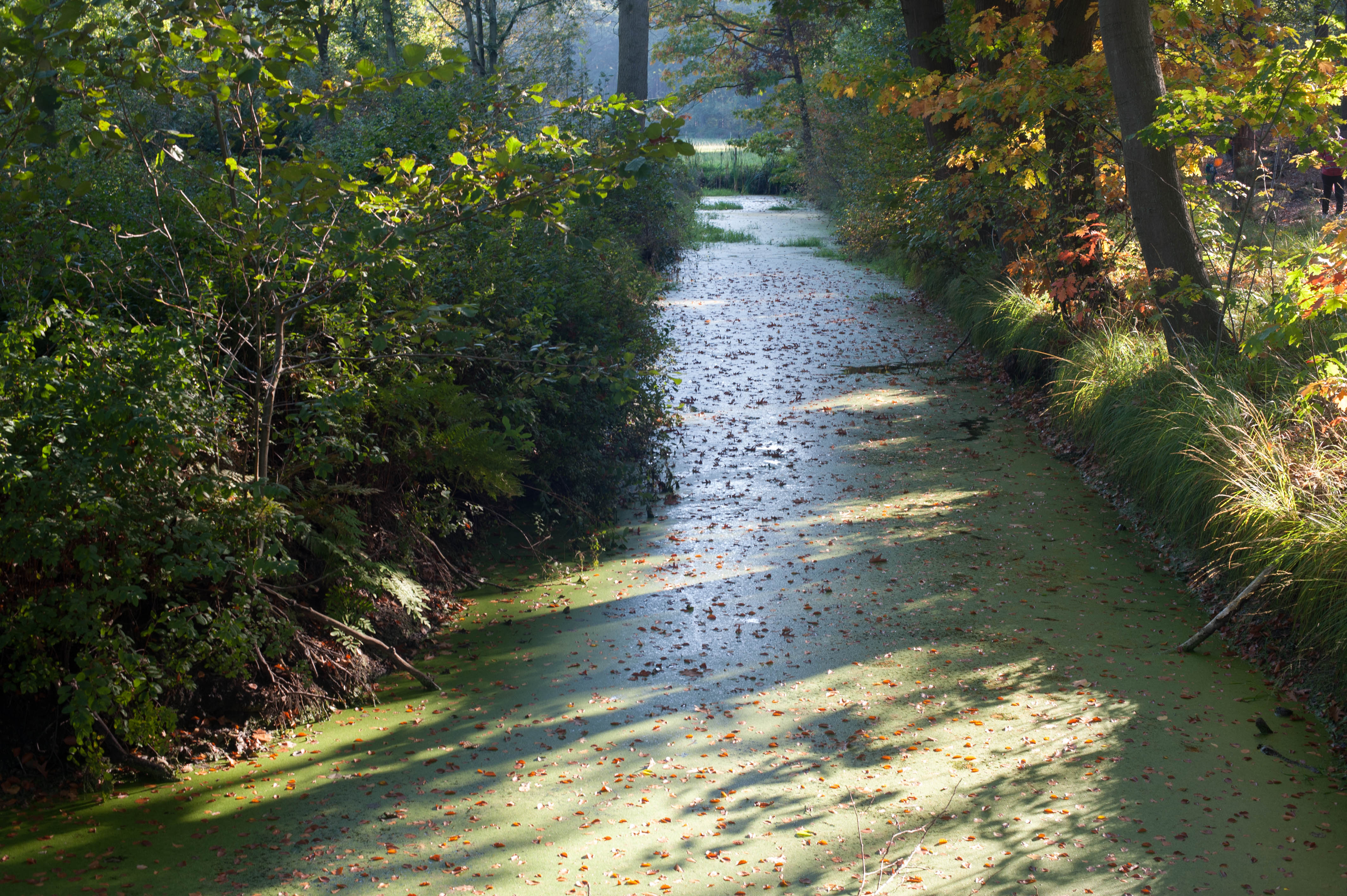
Gracht (westzijde)
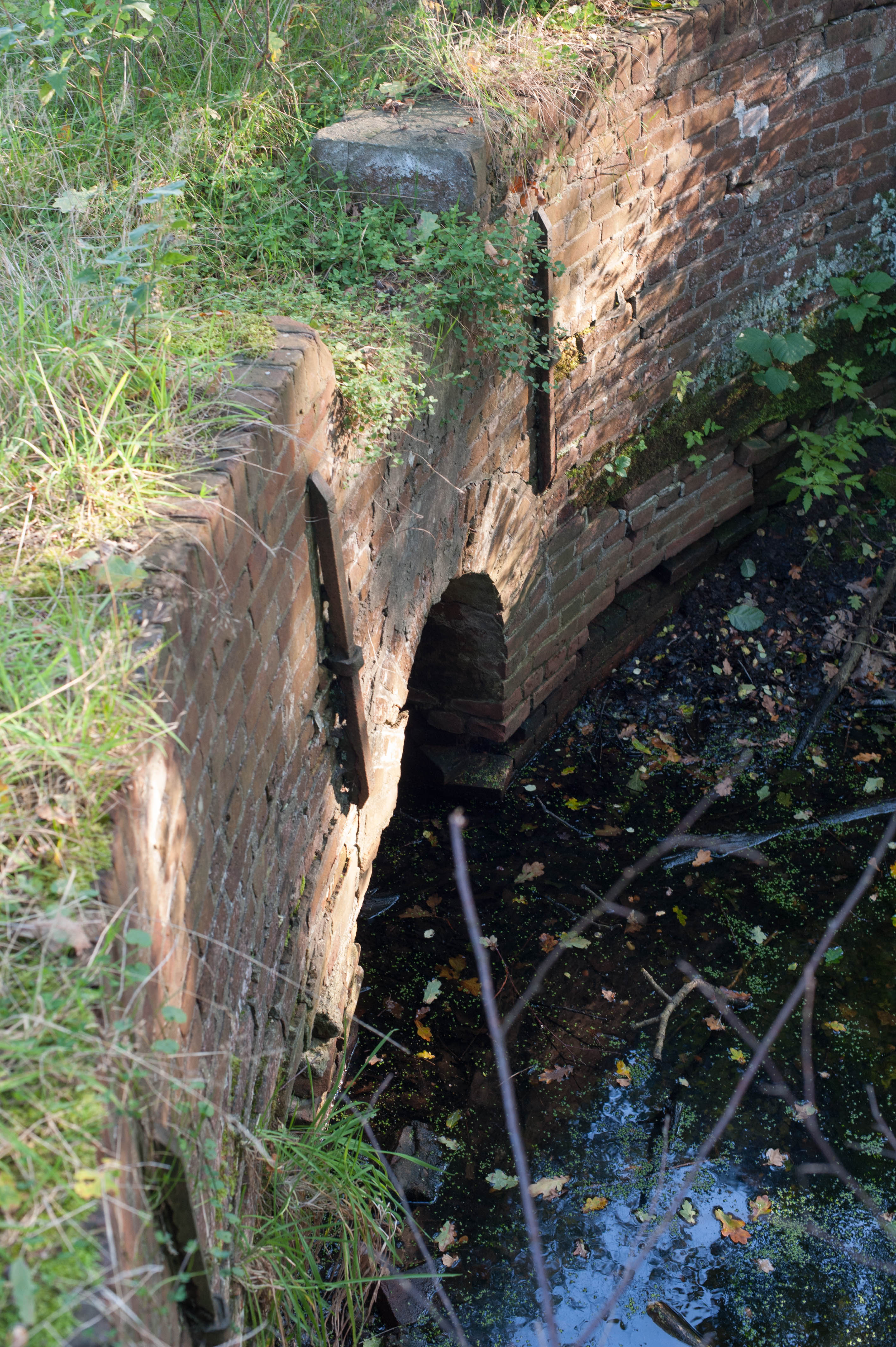
Detail brug
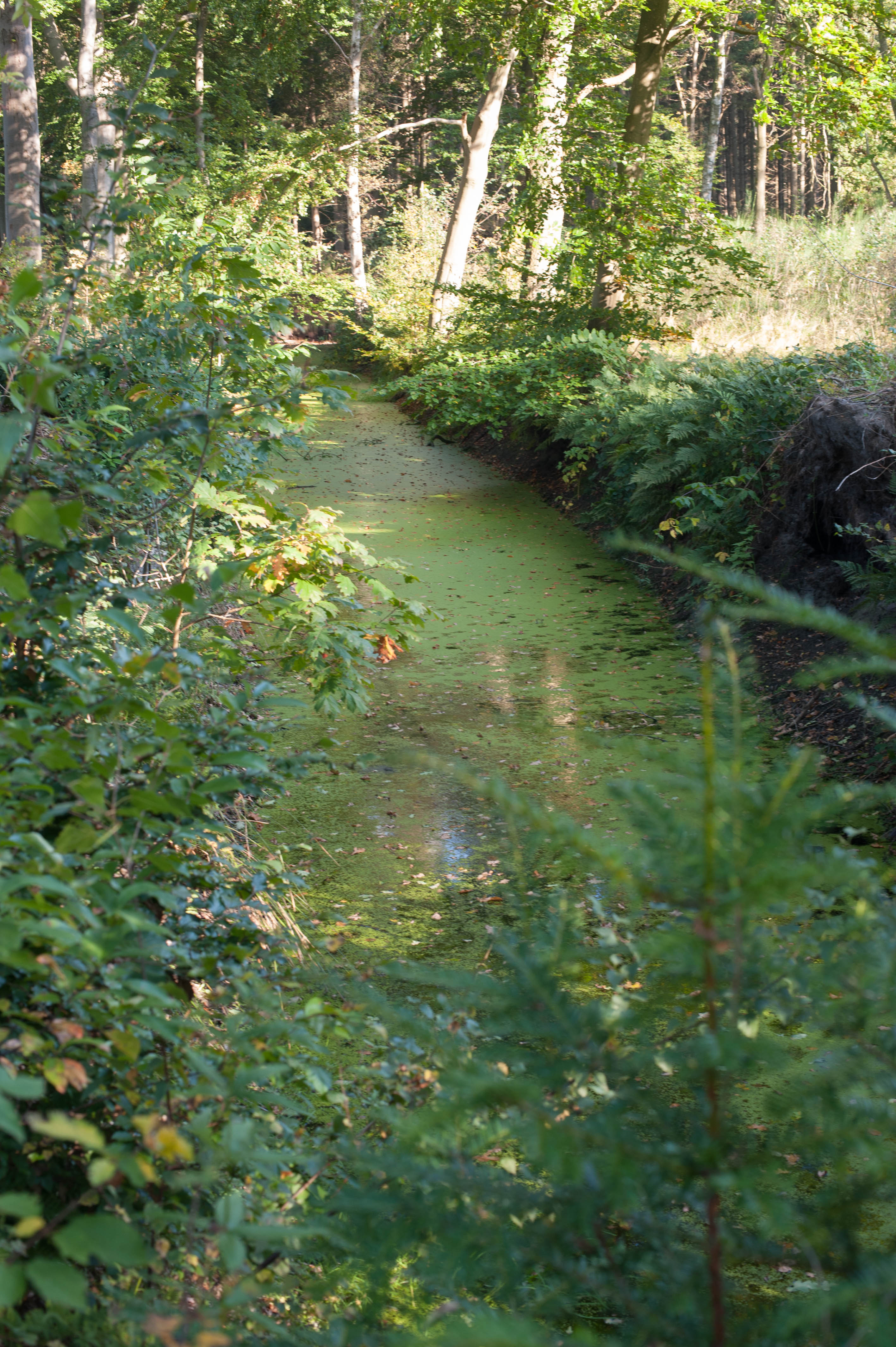
Gracht
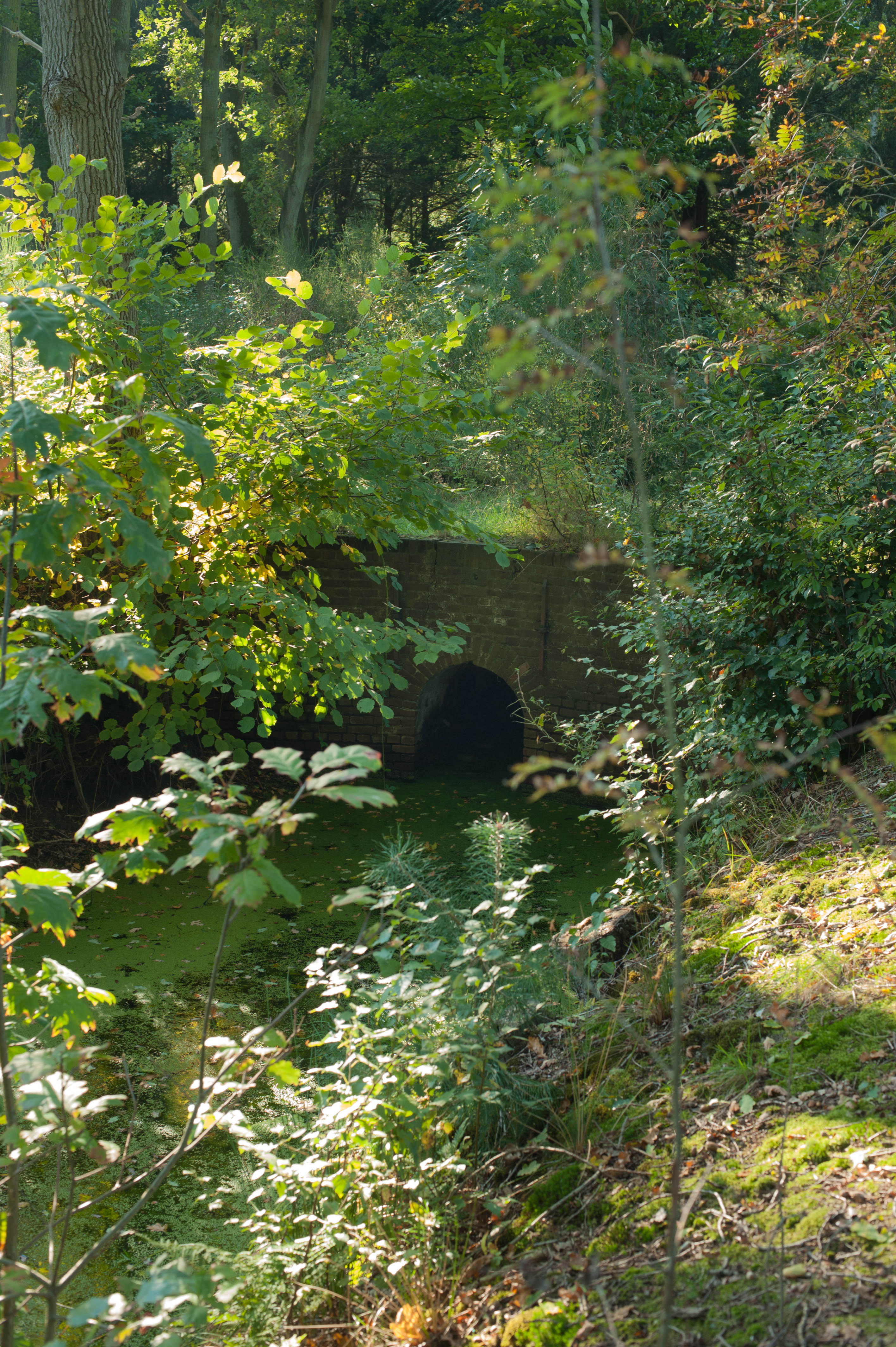
Brug (oostzijde)
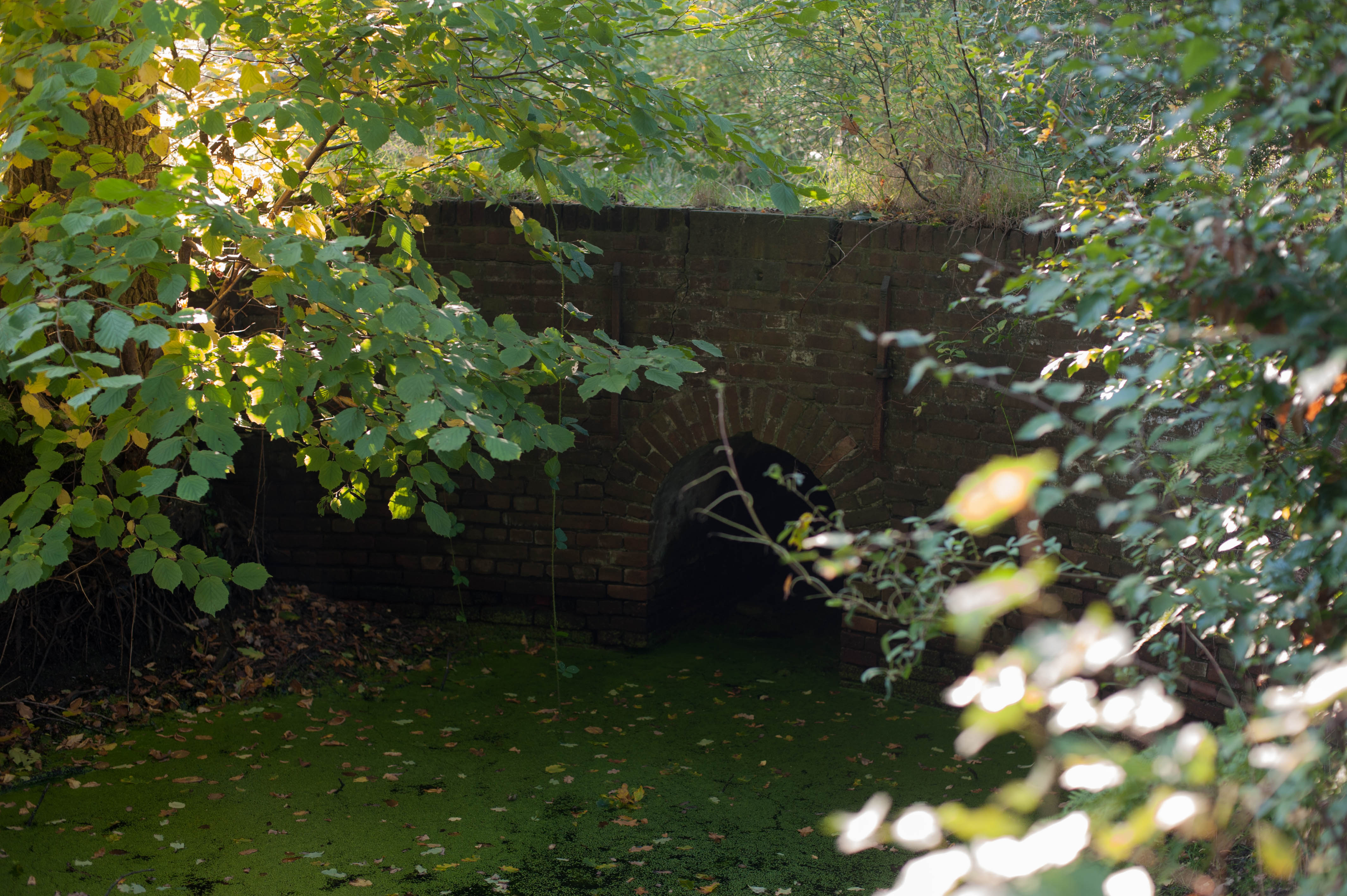